# Straßenbahn im Morris County (New Jersey)

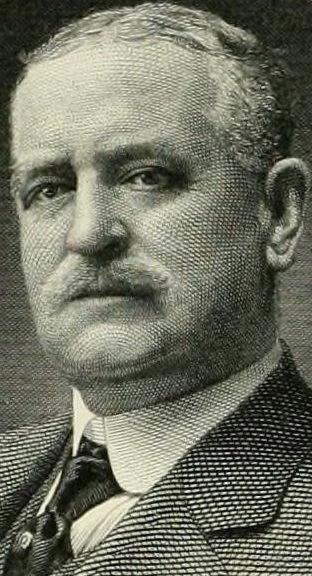
John H. Capstick, Mitgründer der Morris County Traction Company

Der Bezirk Morris County im US-Bundesstaat New Jersey hatte von 1904 bis 1928 ein normalspuriges Straßenbahnnetz, das weite Teile des Bezirks erschloss. Das Netz hatte eine Streckenlänge von etwa 80 Kilometern und besaß Gleisverbindungen mit der Straßenbahn Newark und der Straßenbahn Elizabeth, über deren Gleise die Bahnen die Innenstadt von Newark bzw. Elizabeth erreichten. Betreiber des Netzes war während der gesamten Zeit seines Bestehens die Morris County Traction Company (MCT), zuletzt mit Hauptsitz in der Bezirkshauptstadt Morristown.

## Geschichte

### Vorgeschichte
Ende des 19. Jahrhunderts war das County mit rund 54.000 Einwohnern (Volkszählung 1890) noch sehr ländlich geprägt. Die wichtigsten Orte des Bezirks waren durch verschiedene Bahngesellschaften mit Eisenbahnstrecken erschlossen, darunter Strecken der Delaware, Lackawanna and Western Railroad und der Central Railroad of New Jersey. Zur Anbindung der Bahnhöfe an die Orte sowie der nicht durch Eisenbahnen erschlossenen Orte und um ein häufiger verkehrendes, preisgünstigeres Beförderungsmittel als die Eisenbahn zur Verfügung zu stellen, schlossen sich drei Unternehmer zusammen und gründeten am 8. Juni 1899 die Morris County Traction Company. Diese Unternehmer waren Robert Dumont Foote (1863–1924) aus Morristown, John Henry Capstick (1856–1918), ein späterer Kongressabgeordneter aus Boonton sowie George W. Stickle (1854–1932) aus Rockaway. Sie planten insgesamt 31 einzelne Streckenabschnitte:
| lfd. Nr. | Linienweg |  | lfd. Nr. | Linienweg                                                                                |
| -------- | --- |  | -------- | ---------------------------------------------------------------------------------------- |
| 1.       | Chatham – Madison – Morristown – Morris Plains – Mount Tabor – Denville – Rockaway – Dover – Wharton – Kenvil – Ledgewood – Lake Hopatcong/Landing – Netcong – Stanhope (in Sussex County) |  | 17.      | Landing – Mount Arlington – Lake Hopatcong – Hurdtown                                    |
| 2.       | Morristown – Mt. Kemble Avenue – Van Doren’s Mill |  | 18.      | Middle Valley – Long Valley                                                              |
| 3.       | Millington – Long Hill Road – Myersville – Green Village – Spring Valley Road – South Street – Morristown                                                                                  |  | 19.      | Netcong – Budd Lake                                                                      |
| 4.       | Morristown – Mendham – Chester – Long Valley – Hackettstown (in Warren County) |  | 20.      | Lincoln Park – Pompton River                                                             |
| 5.       | Madison – Greenwood Avenue – Ridgedale Avenue – Hanover |  | 21.      | Pompton River – Butler – Smith’s Mills                                                   |
| 6.       | Morristown – Mount Freedom – Succasunna – Ledgewood |  | 22.      | Morristown – Morris Street – Whippany Road – Whippany                                    |
| 7.       | Morris Plains – Union Hill – Franklin Road – Dover |  | 23.      | Morris Plains – Route 202 – Parsippany-Troy Hills – Boonton – Montville – Pompton Plains |
| 8.       | Millington – Berkeley Heights (in Union County) |  | 24.      | Morristown – Columbia Turnpike – Afton                                                   |
| 9.       | Denville – Old Bloomfield Avenue oder Route 46 – Pine Brook |  | 25.      | Whippany – Route 10 – Hanover                                                            |
| 10.      | Chatham, Main Street – Passaic Avenue – Lower Chatham Bridge (Bezirksgrenze) |  | 26.      | Convent Road (heute Park Avenue) – Madison Avenue                                        |
| 11.      | Chatham, Main Street – Summit Avenue – Edwards Mills (Bezirksgrenze) |  | 27.      | West Park Place, Morristown                                                              |
| 12.      | Rockaway – Green Pond Road – Newfoundland (in Passaic County) |  | 28.      | Elm Street, Morristown                                                                   |
| 13.      | Dover – Union Turnpike – Woodport |  | 29.      | Danforth Street (heute Danforth Road), Madison                                           |
| 14.      | Boonton – Boonton Avenue – Butler |  | 30.      | Madison – Convent Road (heute Park Avenue) – Columbia Turnpike                           |
| 15.      | Newfoundland – Berkshire Valley Road – Berkshire Valley |  | 31.      | Morristown, Madison Avenue – Old Turnpike Road (parallel zur Eisenbahn) – Convent        |
| 16.      | Succasunna – Kenvil – Howard Boulevard – Mount Arlington |  |          |                                                                                          |

Das Netz sollte somit nahezu jede Siedlung des Countys erschließen. Aus nicht überlieferten Gründen wurde jedoch weder die Gesellschaft formal aufgestellt, noch mit dem Bau begonnen, obwohl ausreichend finanzielle Mittel zur Verfügung standen. 1903 kam Frederick H. Alleman aus Harrisburg in Morris County an und bot an, die Bahngesellschaft zu unterstützen. Er hatte bereits Erfahrung mit Straßenbahnbetrieben in Pennsylvania. Dank seiner Bemühungen wurde Mitte 1903 die Gesellschaft aufgestellt. Mitbegründer Robert D. Foote wurde erster Präsident, Alleman wurde Generalmanager. Man plante zunächst, die Hauptstrecke von Chatham nach Netcong/Stanhope (Strecke 1) zu bauen, Alleman erweiterte die Planung jedoch über Chatham hinaus über Springfield und Union bis Elizabeth im benachbarten Union County. Alle anderen 30 geplanten Streckenabschnitte wurden zurückgestellt und sollten, bis auf ein Teil der Strecke 17, nie gebaut werden.
Letztlich gebaut wurden jedoch einige Strecken, die in der ursprünglichen Planung nicht enthalten waren. Allemans Plan sah vor, neben der Hauptstrecke auch eine Zweigstrecke von Denville über Boonton nach Singac zu bauen, wo das Netz an eine bestehende Strecke der Straßenbahn Paterson angebunden werden konnte. Außerdem waren Zweigstrecken von Springfield nach Westfield im Union County und über Maplewood nach Newark im Essex County geplant.

### Bau des Netzes
Als erste Gemeinde des Countys erteilte die Stadt Dover am 12. August 1903 der MCT eine Konzession zum Bau und Betrieb einer elektrischen Straßenbahn innerhalb ihrer Stadtgrenzen. Die Nachbargemeinden Rockaway, Wharton und Randolph folgten bald. Bedingung war, dass die Strecke mindestens von 5 bis 24 Uhr im halbstündlichen Takt betrieben wurde und der Fahrpreis innerhalb von Dover und für Fahrten von Dover nach Rockaway und Wharton nicht höher als fünf Cent sein durfte. In Dover wurde an der Adresse 105 North Sussex Street die Hauptverwaltung der Bahngesellschaft eingerichtet, in den 1910er Jahren zog die Verwaltung nach Morristown um, wo sie am Park Place residierte.
Sofort begannen die Bauarbeiten in Dover und Anfang 1904 auch in Wharton und Rockaway. Zunächst wurde am 1. Juli 1904 als erste Straßenbahn in Morris County der Abschnitt vom Betriebshof der Bahn in East Dover östlich der Carrol Street durch die Blackwell Street bis zur Blackwell Street/Prospect Street im Westen von Dover eröffnet. Der Betriebshof wird noch heute als solcher genutzt, für die Busse der Lakeland Bus Lines. Kurz darauf wurde die Strecke im Westen nach Wharton verlängert. Ein Problem ergab sich in der West Blackwell Street, da die Delaware, Lackawanna and Western Railroad die Kreuzung ihrer Bahnstrecke nicht erlaubte. Die Fahrgäste mussten hier zunächst umsteigen und die Eisenbahn zu Fuß überqueren. Erst Ende des folgenden Jahres eröffnete die Straßenbahngesellschaft eine Brücke über die Eisenbahn. Die Verlängerung auf der anderen Seite bis nach Rockaway wurde noch 1904 eröffnet. Die Strecke begann nun im Zentrum von Rockaway in der West Main Street.
Gleichzeitig mit der Strecke durch Dover wurde auch an einer zweiten Strecke, im Süden des Bezirks, gearbeitet. Sie führte von Millburn über Springfield nach Summit und wurde Ende 1905 eröffnet. Die Endstelle in Summit lag zunächst an der Chapel Street, ab Mitte 1907 dann an der Orchard Street und ab Ende 1907 an den Bahnhöfen in Summit (Ecke Park Avenue/Overlook Road). Anfang 1906 wurde eine Zweigstrecke von Springfield nach Union in Betrieb genommen, wo sich die erste Endstation am „Meeker Inn“ (Ecke Morris Avenue/Stuyvesant Avenue) befand. Sie wurde 1909 bis Elizabeth verlängert, wo an der Cherry Street zunächst auf die Bahnen der Straßenbahn Elizabeth umgestiegen werden musste, um das Zentrum der Stadt zu erreichen. Ende 1908 ging noch eine Verlängerung von Millburn durch die Millburn Avenue bis zur Gemeindegrenze von Maplewood in Betrieb. Somit bestanden zunächst zwei voneinander unabhängige Netze um Springfield (Eastern Division) und um Dover (Western Division). Der Abschnitt in der Main Street von Millburn bis zum Betriebshof wurde zur Betriebsstrecke und bis 1914 mit der nicht genau datierbaren Schließung des Depots Millburn stillgelegt.
Ende 1906 ging der Abzweig von der Main Street/Blackwell Street in Wharton über Mine Hill, Kenvil und Succasunna bis zum Bahnhof Ledgewood der CNJ in der Main Street in Betrieb, die im folgenden Jahr bis Shippenport und Anfang 1908 bis zum Bahnhof Lake Hopatcong/Landing der DLW verlängert wurde. Zunächst musste am Bahnübergang in Kenvil umgestiegen werden, da die DLW auch hier die Querung ihrer Strecke untersagte, die jedoch später gerichtlich durchgesetzt werden konnte.
Auch am anderen Streckenende der Western Division wurde die Bahn verlängert, nämlich 1907 bis zur Franklin Avenue nahe dem Bahnhof von Rockaway und Ende 1908 bis Denville. Zwischen Denville und Rockaway musste dabei eine Hügelkette überwunden werden. Die Bahngesellschaft sprengte eine Schneise durch die Hügel und führte die Strecke durch diese. Die Schneise ist noch heute vorhanden und wird als „Mendes Cut“ bezeichnet. Sie befindet sich in westlicher Verlängerung der Broad Street in Denville. In den ersten Wochen musste hier noch umgestiegen werden, da die Bauarbeiten erst im Februar 1909 beendet waren. Mit dem Lückenschluss am Mendes Cut wurde die Strecke in Denville auch zum dortigen DLW-Bahnhof verlängert. Die weitere Verlängerung bis Mount Tabor erfolgte Mitte 1909. Aufgrund der Streckenerweiterung wurde 1910 der Betriebshof der Western Division in Dover erweitert.
Die Bezirkshauptstadt Morristown war bis dahin nicht an das Straßenbahnnetz angeschlossen. Generalmanager und seit 1907 auch Präsident der Bahn Frederick Alleman hatte noch Mitte 1908 versprochen, dass bis Ende des Jahres in Morristown die erste Straßenbahn fahren würde. Da er dieses Versprechen nicht halten konnte, trat er im Dezember 1908 zurück. Im folgenden Jahr wurde in Morristown ein Inselbetrieb eröffnet, der von der Western Division verwaltet wurde. Die Strecke führte von der Feuerwache am zentralen Platz, dem Morristown Green (Speedwell Avenue/Water Street), durch die Speedwell Avenue bis Five Corners (Route 202/Hanover Avenue). Wenige Wochen später wurde sie bis zum Bahnhof Morris Plains verlängert. Da es in Morristown keinen Betriebshof gab, wurden die Fahrzeuge nachts an der Endstelle in Morristown abgestellt.
1910 wurde das Netz der MCT umfangreich erweitert. Bei der Western Division verlängerte man die Strecke unter Mitbenutzung der Hopatcong Shore Railroad, die vom Bahnhof Landing zu einer Pulverfabrik führte. Die Eisenbahn wurde teilweise elektrifiziert und über eine kurze, neue Straßenbahnstrecke fuhren die Bahnen nun in den Sommermonaten, von Juni bis September, bis Bertrand’s Island. Der Abschnitt vom Bahnhof Landing bis dorthin wurde im Pendelverkehr alle 15 Minuten befahren. Von Morris Plains führte eine kurze Stichstrecke der DLW zum State Hospital „Greystone Park“, das noch heute existiert. Auch diese Eisenbahnstrecke wurde elektrifiziert und ab Mitte 1910 von den Straßenbahnen aus Morristown befahren. Die beiden Netze der Western Division wurden im selben Jahr durch die Eröffnung der Verbindung von Morris Plains bis Mount Tabor verknüpft, und außerdem durch eine Zweigstrecke von Denville nach Boonton ergänzt. Auch bei der Eastern Division wurde gebaut. Bereits Anfang 1910 war die Strecke in Summit bis zur Maple Street verlängert worden. Ab dem 23. Juli 1910 konnten die Straßenbahnen außerdem die Gleise der von der Public Service Railway betriebenen Straßenbahn Elizabeth bis zum dortigen Bahnhof mitbenutzen, sodass das Umsteigen an der Stadtgrenze entfiel.
Anfang 1911 ging in Morristown noch die Verlängerung bis zum DLW-Bahnhof in Betrieb. Am 20. März 1911 wurde die Morris Railroad Company gegründet, die die Strecke auf eigenem Bahnkörper zwischen Madison und Morristown parallel zur Eisenbahn bauen und verwalten sollte. Dies war nötig, da die DLW und Grundstückseigentümer in Madison dem Bau der Strecke auf der Straße nicht zustimmen wollten. Die Morris Railroad wurde daher formal als normale Dampfeisenbahn konzessioniert und sie vereinbarte ein Mitbenutzungsrecht für ihre Strecke mit der MCT. Die DLW klagte dagegen, die Klage wurde jedoch 1913 abgewiesen. Anfang 1912 wurde zunächst die Straßenbahnstrecke von Summit über Chatham bis Madison eröffnet und erst am 1. Februar 1914 konnten die Netze der Eastern und Western Division verbunden werden. Die Divisionsgrenze befand sich in Morristown am Übergang zur Trasse der Morris Railroad. Gleichzeitig mit Eröffnung der Strecke durch Chatham wurde am Stadtrand von Summit auch ein neuer Betriebshof gebaut, der schon bald das Depot in Millburn ersetzte. Ab dem 25. Juli 1912 hatte eine Tochterfirma der MCT eine Buslinie zwischen den Streckenenden in Morristown und Madison eingerichtet, die mit Eröffnung der Straßenbahn wieder wegfiel.
Einige Strecken wurden nun zweigleisig ausgebaut, so noch 1912 der Abschnitt von den Bahnhöfen in Summit bis kurz vor Chatham, im Mai 1914 zwischen Madison und Morristown, abschnittsweise bis 1916 die Strecke von Maplewood bis Springfield und im Juni 1922 der Abschnitt zwischen der Sussex Avenue und der Cutler Street in Morristown. Damit war noch nicht der Maximalzustand des von der MCT befahrenen Netzes erreicht, die 1925 ein Mitbenutzungsrecht für die Straßenbahn Newark vereinbarte, sodass ab dem 6. Dezember 1925 die MCT-Triebwagen vom Public Service Terminal in der Innenstadt von Newark über Public-Service-Gleise bis Maplewood verkehrten, wo sie auf die MCT-Strecke wechselten.
Im Einzelnen wurden die Strecken wie folgt eröffnet:
| Datum              | Division | Strecke                                                                                          |
| ------------------ | -------- | ------------------------------------------------------------------------------------------------ |
| 1. Juli 1904       | Western  | East Dover, Betriebshof – Dover, Blackwell Street/Prospect Street                                |
| 19. Juli 1904      | Western  | Dover, Blackwell Street/Prospect Street – Blackwell Street/Bahnübergang                          |
| 19. Juli 1904      | Western  | Dover, Blackwell Street/Bahnübergang (Westseite) – Wharton, Kanalbrücke                          |
| 17. Dezember 1904  | Western  | Rockaway – East Dover, Betriebshof                                                               |
| Ende November 1905 | Western  | Brücke über die Eisenbahn neben der Blackwell Street (Dover)                                     |
| 20. Dezember 1905  | Eastern  | Millburn, Betriebshof – Springfield – Summit, Chapel Street                                      |
| 15. Januar 1906    | Eastern  | Springfield – Union, Meeker Inn (Morris Avenue/Stuyvesant Avenue)                                |
| Dezember 1906      | Western  | Abzweig Wharton – Kenvil – Succasunna – Ledgewood, CNJ-Bahnhof (Main Street)                     |
| Juni 1907          | Eastern  | Summit, Chapel Street – Summit, Orchard Street                                                   |
| August 1907        | Western  | Franklin Avenue (Bahnhof Rockaway) – Rockaway                                                    |
| August 1907        | Western  | Ledgewood, CNJ-Bahnhof – Shippenport                                                             |
| Ende 1907          | Eastern  | Summit, Orchard Street – Summit, Park Avenue/Overlook Road                                       |
| Anfang 1908        | Western  | Shippenport – Bahnhof Lake Hopatcong/Landing                                                     |
| November 1908      | Eastern  | Millburn, Main Street/Millburn Avenue – Maplewood, Millburn Avenue/Cypress Street                |
| Ende 1908          | Western  | Denville Mendes Cut – Rockaway, Franklin Avenue                                                  |
| Ende 1908          | Western  | Denville – Mendes Cut                                                                            |
| 27. Februar 1909   | Western  | Lückenschluss am Mendes Cut                                                                      |
| 27. Februar 1909   | Western  | Denville, DLW-Bahnhof – Denville                                                                 |
| Mitte 1909         | Western  | Mount Tabor, Station Road – Denville, DLW-Bahnhof                                                |
| 22. Juni 1909      | Eastern  | Union, Meeker Inn – Elizabeth, Cherry Street                                                     |
| 27. August 1909    | Western  | Morristown, Feuerwache (Speedwell Avenue/Water Street) – Five Corners (Route 202/Hanover Avenue) |
| 18. September 1909 | Western  | Five Corners – Morris Plains, Bahnhof                                                            |
| Januar 1910        | Eastern  | Summit, Overlook Road – Maple Street                                                             |
| Juni 1910          | Western  | Bahnhof Lake Hopatcong/Landing – Bertrand’s Island                                               |
| 29. Juni 1910      | Western  | Morris Plains – State Hospital („Greystone Park“)                                                |
| 1. Juli 1910       | Western  | Denville – Boonton                                                                               |
| 21. August 1910    | Western  | Morris Plains – Mount Tabor, Station Road                                                        |
| Februar 1911       | Western  | Morristown, DLW-Bahnhof – Morristown, Feuerwache                                                 |
| 9. Februar 1912    | Eastern  | Summit, Maple Street – Chatham – Madison                                                         |
| 1. Februar 1914    | beide    | Madison – Morristown, DLW-Bahnhof                                                                |
| 6. Dezember 1925   | Eastern  | Gleisverbindung zur Public Service Railway in Maplewood                                          |

### Niedergang und Stilllegung
Der Ausflugsverkehr in den Sommermonaten nach Bertrand’s Island entwickelte sich gut. Umso einschneidender war der Eintritt der Vereinigten Staaten in den Ersten Weltkrieg. Ende 1917 wurde die Verwaltung sämtlicher Eisenbahnen in den USA kriegsbedingt verstaatlicht. Die für die Rüstung wichtige Hopatcong Shore Railroad, die eine Pulverfabrik anband, wurde beschlagnahmt und das Mitbenutzungsrecht für die Straßenbahn aufgehoben, sodass zur Sommersaison 1918 keine Straßenbahnen mehr nach Bertrand’s Island fahren konnten. Letztmals befahren wurde die Strecke elektrisch am 8. September 1917, zum Ende der Fahrsaison. Auch nach der Rücknahme der Verstaatlichung der Eisenbahnverwaltung 1920 wurde der elektrische Betrieb nicht wieder aufgenommen und die Hopatcong Shore Railroad 1921 schließlich stillgelegt. Damit war eine der lukrativsten Strecken des Straßenbahnbetriebs dauerhaft weggefallen.
Der Umstieg vieler Amerikaner auf eigene Kraftwagen bedeutete ab dieser Zeit auch einen deutlichen Rückgang der Fahrgastzahlen bei der Straßenbahn. Die zunehmend schwierige Wirtschaftslage des Betriebs veranlasste die Leitung dazu, am 23. Juli 1923 Konkurs anzumelden. Hinzu kam, dass am 9. Dezember 1923 das Depot in Dover abbrannte und mit ihm sieben Triebwagen (316, 318, 350, 400, 404, 455 und 462), die nur schwer ersetzt werden konnten. Der Entschluss zur Umstellung von Straßenbahn- auf Busbetrieb war schon Mitte der 1920er Jahre getroffen worden. Bereits zu dieser Zeit fuhren eigene Buslinien der MCT als Zubringer zur Straßenbahn. Zunächst wurde im April 1926 die Strecke von Springfield nach Elizabeth stillgelegt. Anfang 1928 folgte der Rest des Netzes in mehreren Schritten. Am 20. Februar 1928, nachdem bereits alle Straßenbahnstrecken stillgelegt waren, übernahm die Public Service Coordinated Transport Company die MCT, die am 10. März 1928 formell aufgelöst wurde.
Die Strecken wurden wie folgt im Einzelnen stillgelegt:
| Datum             | Division | Strecke                                                                             |
| ----------------- | -------- | ----------------------------------------------------------------------------------- |
| bis 1914          | Eastern  | Millburn, Betriebshof – Main Street/Morris Avenue (seit 1908 nur Betriebsstrecke)   |
| 8. September 1917 | Western  | Bahnhof Lake Hopatcong/Landing – Bertrand’s Island                                  |
| 5. April 1926     | Eastern  | Springfield – Union – Elizabeth                                                     |
| 15. Januar 1928   | Western  | Denville – Boonton                                                                  |
| 15. Januar 1928   | Western  | Dover – Wharton                                                                     |
| 29. Januar 1928   | Western  | Morris Plains – Denville – Dover – Kenvil – Bahnhof Lake Hopatcong/Landing          |
| 5. Februar 1928   | beide    | Maplewood – Millburn – Springfield – Summit – Madison – Morristown – State Hospital |

## Streckenführung

### Millburn–Morristown
Die Strecke begann in Millburn am Betriebshof, der sich an der Essex Street befand. An der Stelle des Depotgebäudes steht heute ein Parkhaus. Die Strecke verlief dann parallel zur Eisenbahn nördlich der Essex Street bis zur Main Street. Auf der Trasse befindet sich heute ein Parkplatz. Sie bog dann in die Main Street ein und verlief zunächst südwärts. In Springfield bog die Strecke in die Springfield Avenue ein und kurz darauf in die Morris Avenue in Richtung Westen. Westlich der Kreuzung Millburn Avenue lag die Strecke zunächst neben dem Morris Turnpike, ehe sie auf einen eigenen Bahnkörper abbog. Auf dieser Trasse liegt heute die Broad Street in Summit. Am westlichen Ende dieses eigenen Bahnkörpers traf die Bahnstrecke auf die Park Avenue, der sie vorbei an den beiden Bahnhöfen von Summit folgte. Westlich des Ortszentrums bog die Strecke in die Morris Avenue und an deren westlichem Ende in die River Road ein. Nördlich der Chatham Road führte die Strecke dann weiter auf eigenem Bahnkörper nach Chatham. Kurz hinter der Kurve aus der River Road auf den eigenen Bahnkörper befand sich der Betriebshof Summit.
In Chatham bog die Strecke in die Main Street ein, durch die sie Madison erreichte. In Madison verlief die Bahntrasse durch die Park Avenue und Elm Street. Unmittelbar vor der Bahnbrücke über die Elm Street bog die Strecke nordwärts auf den eigenen Bahnkörper ab, der der Morris Railroad gehörte. Er lag direkt neben der Eisenbahnstrecke, die noch heute befahren wird. Auf dem größten Teil dieser Trasse liegt heute der Traction Line Recreation Trail, ein Rad- und Wanderweg. In Morristown verließ die Straßenbahntrasse die Eisenbahnstrecke kurz vor der heutigen Interstate 287 und erreichte die Morris Avenue. Hier befand sich die Grenze zwischen Eastern und Western Division. An der Kurve, die die Straßenbahn- von der Eisenbahntrasse wegführte, endete der zweigleisige Abschnitt. An dieser Stelle ereignete sich der schwerste Unfall in der Geschichte der MCT, als zwei Bahnen frontal zusammenstießen, nachdem einer der Triebwagenführer ein Haltesignal überfahren hatte. 20 Personen wurden dabei verletzt.

### Maplewood–Millburn
Die MCT-Strecke begann an der Stadtgrenze von Maplewood in der Millburn Avenue/Cypress Street. Auf der anderen Seite des Rahway River lag die Wendeschleife der Straßenbahn Newark, zu der ab 1925 eine Gleisverbindung bestand. Die Wagen von Newark starteten im Public Service Terminal in der Tunnelstation. Durch die Cedar Street Subway erreichten sie die Washington Street und fuhren durch diese, die Market Street (in der Gegenrichtung High Street und Warren Street), Springfield Avenue und Millburn Avenue bis zum Verknüpfungspunkt in Maplewood. In Millburn führten die MCT-Gleise durch die Millburn Avenue bis zur Main Street, wo sie auf die Hauptstrecke der Eastern Division trafen.

### Springfield–Elizabeth
Die Zweigstrecke nach Elizabeth begann an der Kreuzung Morris Avenue/Springfield Avenue in Springfield und führte durch die Morris Avenue bis nach Union. An der Ecke Meekers Inn (Stuyvesant Avenue) verließ die Bahntrasse die Morris Avenue und führte parallel und südlich dieser auf einem eigenen Bahnkörper weiter. Um den Campus des Kean College herum erreichte die Bahn dann kurz vor Elizabeth wieder die Morris Avenue, auf der sie bis zur Stadtgrenze an der Cherry Street verlief. Hier wechselten die Bahnen auf die Gleise der Straßenbahn Elizabeth und fuhren durch die Morris Avenue bis zum Bahnhof Elizabeth.

### Morristown–Wharton
Die Strecke begann an der Divisionsgrenze in Morristown, östlich der Interstate 287. Sie führte durch die Morris Street bis zum Morristown Green, dem zentralen Platz in der Stadt. Südlich um den Platz herum verlief die Bahntrasse weiter durch die Speedwell Avenue bis nach Morris Plains. Nördlich des Bahnhofs Morris Plains befand sich die Gleiskreuzung mit der nur im Güterverkehr befahrenen DLW-Strecke zum State Hospital. Zu dieser Bahnstrecke gab es eine Verbindungskurve, die im Linienverkehr zum Krankenhaus befahren wurde. Auf der Trasse dieser Strecke liegt heute die Grannis Avenue.
Die Hauptstrecke der Western Division verlief weiter auf eigenem Bahnkörper westlich entlang der Eisenbahnstrecke. In Höhe der Brücke der Route 10 über die Eisenbahn überquerte die Straßenbahn auf einer eigenen Stahljochbrücke die Eisenbahnstrecke. Die Route 10 wurde erst später gebaut. Die Straßenbahnstrecke verlief nun weiter parallel zur Eisenbahn, jedoch östlich dieser, bis nach Mount Tabor. Kurz vor dem Bahnhof Mount Tabor bog die Bahn auf die Main Street ein, durch die sie nordwärts am Bahnhof Denville vorbei den Ort Denville erreichte. In Höhe der heutigen Brücke der Route 46 über die Main Street bog die Strecke auf einen eigenen Bahnkörper ab, der heute von der Route 46 überdeckt ist. Hier befand sich die Station Denville, in die auch die Trasse der Zweigstrecke von Boonton einmündete. Kurz darauf mündete der eigene Bahnkörper wieder in die Main Street, die in diesem Bereich damals Bloomfield Avenue hieß. Westlich von Denville bogen die Gleise wieder auf einen eigenen Bahnkörper ab, auf dem heute sowohl in Denville als auch am anderen Ende in Rockaway die Broad Street liegt. Dazwischen befindet sich der Mendes Cut, ein Einschnitt durch die Hügel, durch den die Straßenbahn einst fuhr. Das Zentrum von Rockaway erreichte die Bahntrasse dann über die Beech Street und East Main Street.
Die Strecke durchquerte Rockaway auf der West Main Street. Unmittelbar westlich der Kreuzung mit der New Street bog die Strecke parallel zur New Street auf einen eigenen Bahnkörper ab. Dieser führte dann kurz darauf in Richtung Südwesten, parallel zur Main Street, weiter, überquerte den Morris Canal auf einer eigenen Brücke und erreichte direkt darauf wieder die West Main Street südlich des Nichols Drive. Die West Main Street vollführt hier eine leichte Kurve, die Trasse der Straßenbahn verlief geradlinig. Durch die West Main Street und die Rockaway Road erreichte sie das Depot in East Dover neben der Blackwell Street, wo sich heute ein Busbetriebshof befindet. Die Strecke durchquerte Dover auf der Blackwell Street, überquerte die Bahnstrecke der DL&W auf einer hölzernen Jochbrücke und verlief weiter durch die Main Street in Wharton bis ins Zentrum des Ortes, wo sie an der Brücke über den Morris Canal, nördlich der Mill Street, endete. An der Main Street, Ecke Route 46, zweigte die Strecke in Richtung Lake Hopatcong ab.

### Denville–Boonton
Die Strecke begann in der Station Denville und zweigte hier auf eigenem Bahnkörper aus der Hauptstrecke ab. Sie führte zunächst neben der Bloomfield Avenue ostwärts. Für die Strecke nach Boonton baute man zunächst einen eigenen Bahnkörper östlich vorbei am Arrowhead Lake und am Cooper Pond. Auf diesem Bahnkörper liegt heute teilweise die Arden Road. Als man nördlich des Birchwood Lake angekommen war, stellte man fest, dass das gesamte Gelände Sumpfland war und einen Bahnkörper nicht tragen konnte. Die bereits eingeebnete Trasse wurde daraufhin aufgegeben und man baute weiter südlich. Die neue Trasse führt südlich des Arrowhead Lake über die Great Bay. Am Arrowhead Lake liegt heute der Mosswood Trail auf der Bahnstrecke. Der Bahndamm ist östlich davon ebenfalls noch heute sichtbar. Südlich um den Sunset Lake herum erreichte die Trasse den Boulevard, neben dem sie bis Boonton verlief. In Boonton bog die Bahntrasse in die West Main Street ein und verlief durch diese bis zum Bahnhof. Die Endstelle befand sich in der Division Street.

### Dover–Lake Hopatcong
Die Strecke zum Lake Hopatcong zweigte an der Main Street/Blackwell Street in Wharton aus der Hauptstrecke der Western Division ab. Sie führte auf der Route 46 durch Mine Hill bis Kenvil. Westlich des DLW-Bahnhofs Kenvil bog die Bahn in die Kenvil Avenue ab und erreichte Succasunna, wo sie in die Main Street bog. Weiter verlief die Bahn durch die Main Street bis nach Ledgewood. In Höhe des früheren CNJ-Bahnhofs Ledgewood ist die Straße heute unterbrochen, zur Zeit als die Straßenbahn hier entlangfuhr, war sie noch durchgehend mit einem Bahnübergang. Nördlich von Ledgewood traf die Main Street und damit die Straßenbahn wieder auf die Route 46, auf der die Bahntrasse weiterführte. Kurz darauf bog sie in Shippenport in die Landing Road ab und erreichte den Bahnhof Lake Hopatcong. Durch den Lakeside Boulevard führten die Gleise von 1910 bis 1917 weiter auf die Strecke der Hopatcong Shore Railroad, die parallel zum Seeufer nordwärts führte. Auf der Trasse liegt heute der Mount Arlington Boulevard. Die Straßenbahnstrecke zweigte an der Bertrand Island Road aus der Eisenbahntrasse ab und führte auf eigenem Bahnkörper bis Bertrand’s Island.

## Betrieb
Nach Eröffnung der ersten Strecke von Rockaway über Dover nach Wharton 1904 wurde der Abschnitt von Rockaway bis zum Betriebshof in East Dover stündlich und der Rest der Strecke bis Wharton halbstündlich befahren. Linienbezeichnungen oder -nummern gab es bei der MCT nicht. Alternative Fahrtrouten waren im Netz nicht möglich, sodass mit der Angabe des Fahrziels die Wegführung eindeutig war. Im Mai 1912 wurde die Linie von Elizabeth nach Madison verlängert und im 20-Minuten-Takt betrieben. Die Bahnen von Maplewood endeten in Springfield. Dies wurde nach kurzer Zeit revidiert und die Maplewood-Wagen fuhren wieder im Halbstundentakt bis Madison, während die Wagen aus Elizabeth in Springfield endeten und nur noch stündlich fuhren. Mit Eröffnung des Lückenschlusses zwischen Madison und Morristown wurde zunächst die Linie aus Maplewood bis Morristown verlängert, während die Wagen nach Wharton und zum State Hospital weiterhin ebenfalls in Morristown endeten. Ab dem 1. März 1914 fuhren die Maplewood-Wagen durch bis Wharton, im Sommer dann bis Lake Hopatcong.
Nach Fertigstellung des Netzes fuhren folgende Linien:
| Linienführung | Länge (km) | Wagenfolge (min)              | Bemerkungen          |
| --- | ---------- | ----------------------------- | -------------------- |
| Maplewood – Millburn – Springfield – Summit – Chatham – Madison – Morristown – Morris Plains – Mount Tabor – Denville – Rockaway – Dover – Mine Hill – Kenvil – Succasunna – Ledgewood – Shippenport – Lake Hopatcong/Landing | 56,76      | 30                            | nur Juni–September   |
| Maplewood – Millburn – Springfield – Summit – Chatham – Madison – Morristown – Morris Plains – Mount Tabor – Denville – Rockaway – Dover – Wharton, Kanalbrücke                                                               | 46,56      | 30                            | außer Juni–September |
| Dover – Wharton, Kanalbrücke | 4,38       | 30                            | nur Juni–September   |
| Dover – Mine Hill – Kenvil – Succasunna – Ledgewood – Shippenport – Lake Hopatcong/Landing | 14,58      | 30 bis Kenvil, sonst 60       | außer Juni–September |
| Lake Hopatcong/Landing – Bertrand’s Island | 3,40       | 15                            | nur Juni–September   |
| Springfield – Union – Elizabeth, Bahnhof | 9,59       | 60                            |                      |
| Denville – Mountain Lakes – Boonton, Bahnhof | 7,89       | 30 im Berufsverkehr, sonst 60 |                      |
| Morristown – Morris Plains – State Hospital | 7,50       | 30                            |                      |

Nach dem Konkurs 1923 wurde das Liniennetz umgestellt. Ganzjährig verkehrte nun die knapp 57 Kilometer lange Hauptlinie von Maplewood über Morristown bis Lake Hopatcong/Landing, sowie eine Zweiglinie von Rockaway über Dover nach Wharton (Linienlänge 9,75 km). Eine weitere Linienreform brachte ab dem 2. Mai 1926 eine Aufteilung der Hauptlinie. Inzwischen war die Verlängerung nach Newark in Betrieb und die Strecke nach Elizabeth stillgelegt.
| Linienführung | Wagenfolge (min)              |
| --- | ----------------------------- |
| Newark, Public Service Terminal – Irvington – Maplewood – Millburn – Springfield – Summit – Chatham – Madison – Morristown – Morris Plains – State Hospital                               | 30                            |
| Morristown, Divisionsgrenze – Morristown – Morris Plains – Mount Tabor – Denville – Rockaway – Dover – Mine Hill – Kenvil – Succasunna – Ledgewood – Shippenport – Lake Hopatcong/Landing | 30 bis Kenvil, 60 bis Landing |
| Rockaway – Dover – Wharton, Kanalbrücke | 15                            |
| Denville – Mountain Lakes – Boonton, Bahnhof | 30                            |

## Betriebshöfe
Im Netz der MCT befanden sich drei Betriebshöfe. Die Depotanlagen der Western Division lagen auf der Gemarkung von Rockaway nahe der Stadtgrenze von Dover an der East Blackwell Street, kurz vor deren östlichem Ende. Das Hauptgleis der Straßenbahn lag am südlichen Straßenrand. Auf derselben Seite, zwischen der Straße und dem Rockaway River, lag die 1904 gebaute dreigleisige Wagenhalle, die Verwaltungsbüros sowie ein Sand- und Kohlelager. Die Wagenhalle war nur in Richtung Rockaway angeschlossen, sodass Fahrzeuge, die in Richtung Westen ausrücken wollten, die Fahrtrichtung wechseln mussten. Dies war jedoch problemlos möglich, da die Strecke eingleisig war. Westlich der Wagenhalle befand sich das Kraftwerk, das 1910 gebaut worden war. Es verfügte über ein eigenes Zufahrtsgleis mit einer Brücke zur Kohleentladung, das in Richtung Dover angeschlossen war. Nördlich der Straße lag ein aus Richtung Dover angebundenes Verbindungsgleis zur Central Railroad of New Jersey. Hier wurde 1910 auch die dreigleisige Hauptwerkstatt der Bahn gebaut, daneben gab es mehrere Abstellgleise.
Die Ausstattung der Betriebshöfe in Millburn und Summit ist nicht bekannt. Das 1912 eröffnete Depot in Summit ersetzte das in Millburn, das spätestens 1914 stillgelegt wurde. In Chatham entstand südlich der Summit Avenue 1911 ein weiteres Kraftwerk mit eigenem Kohlegleisanschluss. Die Depots in East Dover und Summit waren bis zur Stilllegung der Bahn in Betrieb.

## Fahrzeuge
Die Fahrzeuge der MCT hatten kein einheitliches Farbschema. Viele Wagen waren dunkelgrün, jedoch gab es auch gelb und rot gestrichene Fahrzeuge. Die MCT besaß für den Personenverkehr keine Beiwagen, es wurden keine Züge gebildet. Viele Details zu den Fahrzeugen sind nicht überliefert und fehlen in der folgenden Übersicht daher. Etwa 1910 wurden die Fahrzeugnummern der Personentriebwagen auf dreistellige Zahlen geändert, wobei die Arbeitswagen mit Nummern unter 100 diese behielten.
| Nummern               | Baujahr(e) | Hersteller      | Art                                                      | Bemerkungen/Verbleib |
| --------------------- | ---------- | --------------- | -------------------------------------------------------- | --- |
| 1–2                   | 1903       | Jackson & Sharp | Robinson-Typ, geschlossene Dreiachser mit zwei Motoren   | Tw 2 vor 1910 in Schneepflug umgebaut (bis mindestens 1920 im Einsatz), Tw 1 ca. 1910 in 200 umgezeichnet und kurz darauf als Sandwagen genutzt, aber ca. 1914 ausgemustert |
| 3–4                   | 1904       | Jackson & Sharp | baugleich zu Tw 1–2                                      | Tw 3 vor 1910 in Schneepflug umgebaut, Tw 4 vor 1910 als Dispatcherbüro genutzt |
| 5–8                   | 1905       | Jackson & Sharp | baugleich zu Tw 1–2                                      | Tw 5, 6 (in Dover stationiert) vor 1910 in Arbeitstriebwagen umgebaut, Tw 7, 8 (in Millburn stationiert) ca. 1910 in 201, 202 umgezeichnet und ab 1914 als Sandwagen genutzt |
| 9–12                  | 1906/07?   | Jackson & Sharp | möglicherweise offen                                     | unsicher, ob es diese Wagen wirklich gab, Verbleib unbekannt |
| 21–26                 | ab 1893    | Stephenson      | geschlossene Zweiachser                                  | zwei Tw 1905 gebraucht von der Straßenbahn Baltimore gekauft, andere möglicherweise woanders her, vor 1910 in Arbeitswagen umgebaut, ATw 23 1918 verschrottet, ATw 26 evtl. an Straßenbahn Atlantic City verkauft, Rest wahrscheinlich vor 1912 verschrottet                                                                     |
| 50–55                 | 1905/06    | Jackson & Sharp | geschlossene Vierachser                                  | ca. 1910 in 300–305 umgezeichnet |
| 56–61                 | 1907       | Jackson & Sharp | baugleich zu 50–55                                       | unsicher, ob diese Wagen wirklich ausgeliefert wurden, Verbleib unbekannt |
| 62–63                 | 1909       | Barber          | geschlossene Zweiachser                                  | ca. 1910 in 100–101 umgezeichnet, dann als Werkzeugwagen verwendet und in 102–103 oder 103–104 umgezeichnet?, ein Tw möglicherweise an die Parkersburg, Marietta and Interurban Railway verkauft, Verbleib unklar |
| 310–319               | 1911       | Brill           | Vierachser, semi-konvertibel, viermotorig                | Tw 316, 318 1923 bei Brand zerstört, Tw 312, 315 1925 an Niagara Gorge Railway verkauft, Tw 314 ca. 1926 in flachen Güterbeiwagen umgebaut, Rest 1928 verkauft |
| 350–355               | 1899       | St. Louis       | geschlossene Vierachser, viermotorig                     | gebraucht gekauft, Tw 350 1923 bei Brand zerstört, Tw 351, 353 ca. 1925 verschrottet, übrige in Arbeitswagen umgebaut |
| 375–379               | 1910       | Stephenson      | Vierachser, semi-konvertibel                             | wahrscheinlich alle ca. 1920 ausgemustert |
| 400–409               | 1914       | Cincinnati      | geschlossene Vierachser, viermotorig                     | Tw 400, 404 1923 bei Brand zerstört, Tw 401, 402, 405–407 1928 an Straßenbahn Tacoma verkauft, Rest ebenfalls 1928 verkauft |
| 410–414               | 1916       | Cincinnati      | baugleich zu Tw 400–409                                  | Tw 410, 413 1928 an Straßenbahn Tacoma verkauft, Rest ebenfalls 1928 verkauft |
| 450–464, 455'', 462'' | 1919       | Wason           | Birney Safety Cars, geschlossene Zweiachser, zweimotorig | Tw 455, 462 1923 bei Brand zerstört, Tw 455'', 462'', 464 1924 von Pennsylvania–New Jersey Railway (ex Tw 101, 102, 110) gebraucht gekauft, fünf Tw 1928 an Straßenbahn auf Staten Island verkauft, vier Tw 1928 an Straßenbahn Kankakee verkauft, drei Tw 1928 an Straßenbahn Huntingdon verkauft, Rest ebenfalls 1928 verkauft |
| 500–509               | 1924       | Osgood-Bradley  | geschlossene Vierachser, viermotorig                     | fünf Tw 1928 an Straßenbahn Oshawa verkauft (dort Tw 100–104), Rest 1928 an Straßenbahn Milwaukee verkauft (dort Tw 30–34) |

Über Arbeitstriebwagen sind kaum Einzelheiten bekannt.

## Management
| von           | bis           | Name                 |
| ------------- | ------------- | -------------------- |
| 1903          | 1907          | Robert D. Foote      |
| 1907          | Dezember 1908 | Frederick H. Alleman |
| Dezember 1908 | 1909          | David Gring          |
| 1909          | Dezember 1919 | Henry R. Rea         |
| Dezember 1919 | 10. März 1928 | Joseph K. Choate     |

| von           | bis           | Name                 |
| ------------- | ------------- | -------------------- |
| 1903          | Dezember 1908 | Frederick H. Alleman |
| Dezember 1908 | 10. Mai 1909  | S. M. Manifold       |
| 10. Mai 1909  | Dezember 1909 | George A. Gilfillan  |
| Dezember 1909 | Juli 1911     | Henry H. Archer      |
| Juli 1911     | November 1912 | George A. Gilfillan  |
| November 1912 | März 1913     | Joseph K. Choate     |
| März 1913     | März 1923     | Claude O. Weidman    |
| März 1923     | 10. März 1928 | Otto G. Schultz      |

Ab dem 23. Juli 1923 stand der Betrieb unter Konkursverwaltung. Diese Aufgabe wurde dem Präsidenten Joseph K. Choate sowie Joseph Patrick Tumulty aus Jersey City übergeben, die sie bis zum 31. Oktober 1927 innehatten, als die Gesellschaft durch die Aktionärsversammlung übernommen wurde. Tumulty war Anwalt und Abgeordneter in der Generalversammlung von New Jersey sowie von 1911 bis 1921 Privatsekretär von US-Präsident Woodrow Wilson.